# Torgeir
Torgeir ist ein norwegischer männlicher Vorname.

## Herkunft und Bedeutung
Der Name ist abgeleitet von dem altnordischen Namen Þórgeirr mit der Bedeutung „Thors Speer“, gebildet aus den Elementen Þórr (Thor) und geirr (Speer). Varianten des Namens sind Torger, Tarjei und Terje.

## Namensträger
- Torgeir Augundsson (1801–1872), norwegischer Komponist und Musiker
- Torgeir Bergrem (* 1991), norwegischer Snowboarder
- Torgeir Bjarmann (* 1968), norwegischer Fußballspieler und -funktionär
- Torgeir Bjørn (* 1964), norwegischer Skilangläufer
- Torgeir Brandtzæg (* 1941), norwegischer Skispringer
- Torgeir Bryn (* 1964), norwegischer Basketballspieler
- Torgeir Byrknes (TeeBee; * 1976), norwegischer DJ und Produzent
- Torgeir Knag Fylkesnes (* 1975), norwegischer Politiker